# Euptychia wellingi
Euptychia wellingi är en fjärilsart som beskrevs av Miller 1978. Euptychia wellingi ingår i släktet Euptychia och familjen praktfjärilar. Inga underarter finns listade i Catalogue of Life.